# Юрівка (Гатненська сільська громада)
Ю́рівка — село в Україні, в Фастівському районі Київської області. Населення згідно з переписом 2001 року становило 922 осіб, на 2015 рік 1050.
Підпадає у межі дії Гатненської сільської громади.

## Географія
Селом протікає річка Віта, права притока Дніпра.

## Історія
Вченим Інституту археології НАН України О. В. Сєровим у 1983 році виявлена пам'ятка — поселення доби бронзи та Київської Русі (пізньозарубинецьке поселення). Поселення знаходилося в урочищі між правим берегом струмка Юрівка, що впадає в річку Віту і колишнім Запольським шляхом, що колись проходив через Турову долину.
Поруч, на території села над Туровою долиною стояв Юріївський монастир, зведений єпископом літописного Юр'єва Марином (нині місто Біла Церква). Діяльність єпископа Марина розпочалася з літа 1095 року. Руський літопис стверджує про набіги половецьких полчищ на Київську Русь. Мешканці Юрьєва не витримали натиску половців, лишили Юріїв і за згодою князя збудували новий форпост на Вітському пагорбі де нині розкинулось село Юрівка.
1471 році було скасовано Київське князівство і утворено Київське воєводство. Литовський князь передав землі села Юрівки і Вітську греблю у власність Богдану Степановичу Дублінському. В 1550 році Богдан Дублінський продає Юрівку з Вітською греблею Семену Мелошковичу, а він в 1563 році право власності на Вітську греблю, рибний став, млин, маєтки поштової станції «Віта» та Юрівку передав у власність Києво-Михайлівському монастирю.
Про діяльність Юрівського монастиря свідчать архівні документи. Монастир в XV столітті мав значне господарство і в 1598 році був пограбований шляхтою. Судовий позов до володаря Обухівського Павла Ігнатієвича Митвида-Дорогостайського оцінені в 5000 польських злотих. Він привласнив 24 їздових монастирських коней, 320 плугових волів, 20 дійних корів, 20 телят, 15 овець, 60 свиней, 40 гусей і 80 курей. Крім того, він вимастив у багні 300 кіп жита, 200 пшениці, 250 вівса, 150 гречки, 100 ячменю, 40 мір намолоченого жита та жорна млину. Знищення монастирської власності шляхтою мало політичний мотив. Її зусилля окатоличити православних церковнослужителів і українське населення не завжди здійснювалися мирним шляхом. Непокірних нищили різними методами. Владний магнат завдав втрат непокірливим монахам і юрівським парафіянам, позбавляючи їх користуватись і млином, і тягловою силою, і продуктами харчування. Приміщення монастиря проіснувало до козацької доби і було знищене в 1659 році воєводою Шереметьєвим. За його наказом пагорб, на якому стояла монастирська церква був підкопаний. Пагорб відколовсь і осунувсь у русло річки Юрівки, погребаючи церкву разом з невільниками. На Північному сході схилу пагорба до цього часу лишились сліди обвалу. Цей обвал видно на малюнку П'єра Деля Фліза, який його намалював в середині XIV століття, хоча жив наприкінці 17-на початку 18 ст. В 1830 році в торф'яній плотві були знайдені деякі церковні предмети: залізний хрест висотою 23/4 аршини, (близько 2,5 метра), що стояв на головній церковній бані, також великі мідні церковні підсвічники і масивні залізні петлі і крюки від церковних дверей. Вони були вимиті руслом річки Юрівки.
У середині XIX століття юрівські парафіяни стали належати до Воздвиженської церкви, що в 1720 році була збудована на лівому березі струмка Кривки в селі Кривківщині (нині Крюківщина), але в 1792 році в Юрівці була збудована нова церква Різдва Богородиці на південному сході села, де нині цвинтар. До приходу було зараховано 377 парафіян.
1602 рік — документально підтверджені судові тяжби (декрет Люблінського трибуналу від 22 червня 1602 року) половецьких князів Рожиновських до Києво-Михайлівського монастиря на право збору мита на Вітській греблі.
1699 рік — Гетьман Мазепа підтвердив універсалом володіння Вітською греблею Київським Золотоверхим Михайлівським монастирем.
1797 рік — село Юрівка входить до Глевахської волості.
1834 рік — восьма ревізія Російської імперії зафіксувала у селі Юрівці 35 дворів з населенням в 281 особу.
1841 рік перепис чоловіків у селі Юрівці виявив 139 казенних та 6 (козаків) вольних людей в маєтках проживаючих.
1847 рік — Військове відомство розселило у селі Юрівка хворих «Київського батальйону військових кантоністів».
1850 рік — дев'ята ревізія Російської імперії в с. Юрівці виявила 52 двори, в яких проживали 294 особи.
В 1860 році Юрівка досліджена краєзнавцем Л. І. Похилевичем: «Поля навколишні різновидної якості. Є ниви з тутешнім чорноземом і сипучим піском. Ростучий за річкою Вітою ліс, спустошений навколишніми мешканцями, тепер відновився, завдяки його охороні. В давні часи, зі слів мешканців, в селі Юрівці була своя церква, яка була розорена під час руйнацій. Ходить поміж жителів легенда, що неподалік давньої Юрвської церкви десь зариті в землі церковні дзвони та інші церковні скарби, священний посуд, що коштує багато тисяч карбованців.»
16 лютого 1919 року, у село Юрівку ввійшли червоні частини і встановлено радянську владу.
1922 рік — пройшли перші вибори до Юрівської сільської ради в склад якої входила Поштова Віта.
Початок 1931 року — заснований колгосп «Шлях до комунізму» в селі Юрівка, який проіснували до 1958 року. Головою колгоспу протягом 20 років був Лупеха Роман Макийович.
1932—1933 роки — голодомор в Україні. В «Книгу пам'яті» села Юрівка занесено 67 жертв голодомору.
1934 рік — знищений шедевр світової архітектури Михайлівський Золотоверхий монастир до якого належала Юрівка до 1786 року.
4 квітня 1937 року Юрівська сільська рада постановою Президії ЦИК УРСР «Про створення адміністративних районів на території приміських зон» увійшла в Київський (Святошинський) район. До складу Київського (Святошинського) району включені — 33 сільські і З селищних ради.
1937 рік — зруйнована церква Різдва Богородиці, що знаходилась на території юрівського цвинтаря.
4 січня 1965 р. село Юрівка Указом Президії ВР УРСР «Про внесення змін адміністративних районів Української РСР», було включено в склад Віто-Поштової сільської ради.
1958 рік — об'єднані колгоспи «Шлях до комунізму» села Юрівки, «Нове життя» села Віти Поштової і «Перемога» села Тарасівки в єдиний колгосп «Україна». В селі Юрівка діяло відділення з фермою молодняка худоби.
1963 рік — рішенням загальних зборів колгоспників, колгосп «Україна» був перейменований в радгосп «Тарасівський».
1997 рік — реформовано радгосп «Тарасівський» у КСП.
19 червня 2010 року в селі Юрівка відкрито розчищений і відремонтований ДОТ № 204 Київського укріпленого району. Він мав стати частиною музейного комплекса «Оборона Києва, Київський Укріплений Район — Пояс Слави».
Дослідження В.Проценка

## Населення

### Мова
Розподіл населення за рідною мовою за даними перепису 2001 року:
| Мова       | Кількість | Відсоток |
| ---------- | --------- | -------- |
| українська | 901       | 97.72%   |
| російська  | 20        | 2.17%    |
| румунська  | 1         | 0.11%    |
| Усього     | 922       | 100%     |

## Пам'ятки
Неподалік сіл Юрівка та Віта-Поштова, в адміністративних межах Гатненської сільської громади знаходиться Юрівський заказник.
ЗБІРНИК ТЕЛЕСЮЖЕТІВ, 1971. Арх. № 5614. Республіканська студія телебачення.
І. «Тих днів не згасне слава». Київ. Зустріч ветеранів Великої Вітчизняної війни — учасників оборони м. Києва: покладають вінки до пам'ятника учасникам оборони Києва та меморіалу радянським воїнам, викладачам і студентам, загиблим під час Великої Вітчизняної війни у Голосіївському парку; зустрічаються зі студентами та викладачами Української сільськогосподарської академії; під час відвідання ДОТу № 205
у с. Юрівка Київської області. Серед учасників зустрічі — секретар Київського обкому КПУ Ф. М. Рудич, Герої Радянського Союзу генерал-майор запасу Т. Х. Уманський, полковник запасу О. Д. Харитонов та ін.
- ДОТ № 204 (КиУР) — артилерійський командно-спостережний пункт Київського укріпленого району.

- ДОТ № 205 (КиУР) — дот типу "міна" з великою кількістю підземних приміщкнь. Відомий у зв'язку із героїчною обороною під командуванням коменданта гарнізону ДОТа лейтенанта Вєтрова В. П.

- Храм св. Дмитрія Солунського збудований за проектом архітектора О. Тарновського

## Видатні особи
- Проценко Володимир Миколайович[5] (1954, с. Запоріжжя) проживає з 2015 року в селі Юрівка  — український письменник, журналіст, краєзнавець, член Національної спілки письменників України, заслужений діяч мистецтв України, лауреат Міжнародної премії ім Івана Багряного (діаспори США), Літературної Акції Кабінету Міністрів України «Золоте перо України», Всекримських премій адмірала Окуневського і Степана Руданського[6];
- Тарновський Олександр Анатолійович (3 липня 1958 — 1 вересня 2007 рр. (с. Юрівка) — лауреат міжнародних конкурсів архітектурно-художніх проектів (Україна, Німеччина, Польща, Азербайджан, Туркменістан, США). Дипломат конкурсу «BIENALE» карикатури. Його роботи живопису і графіки прикрашають приватні колекції в Голландії, Італії, США, Канаді, Польщі, Німеччині, Україні.

## Галерея

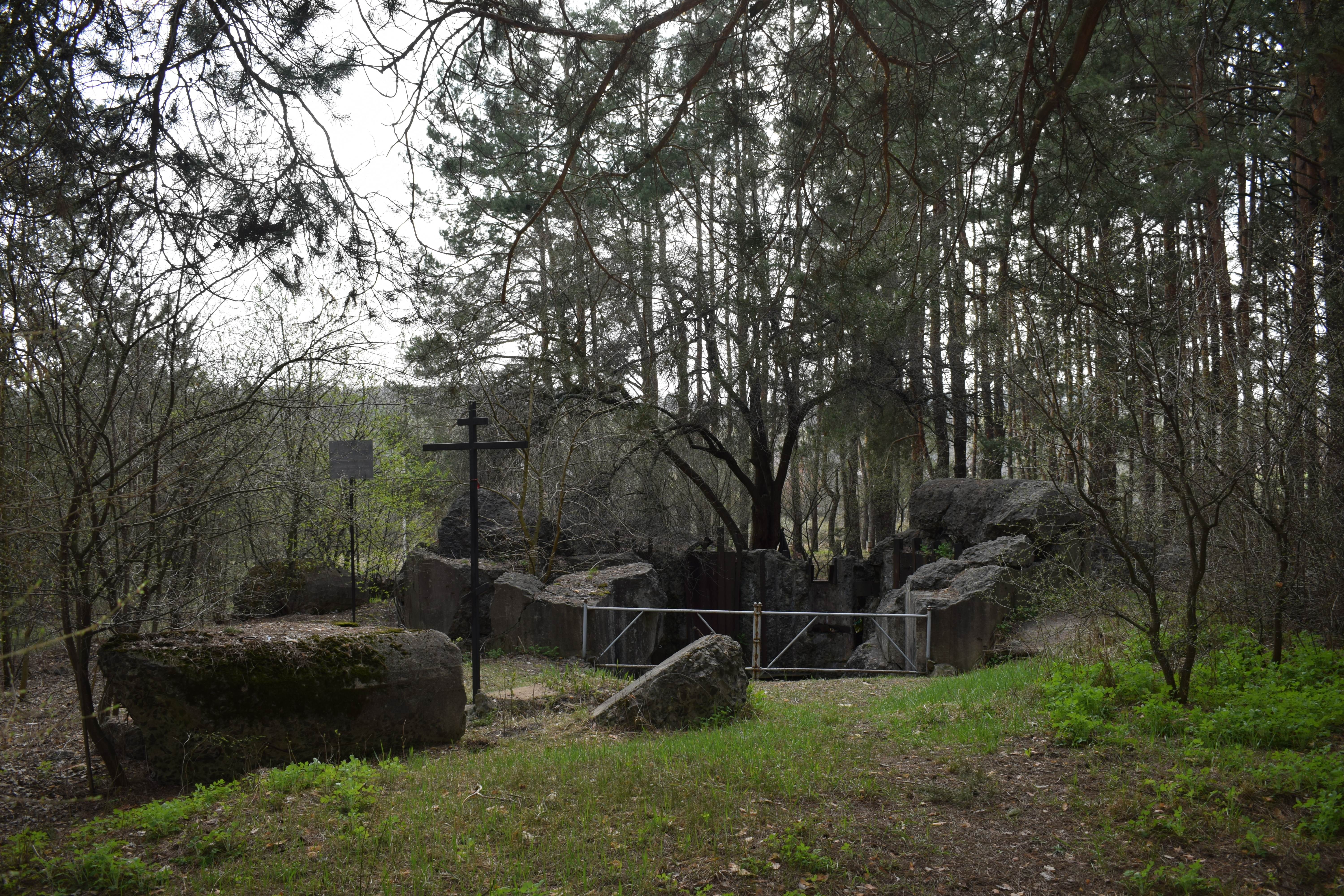
ДОТ №202
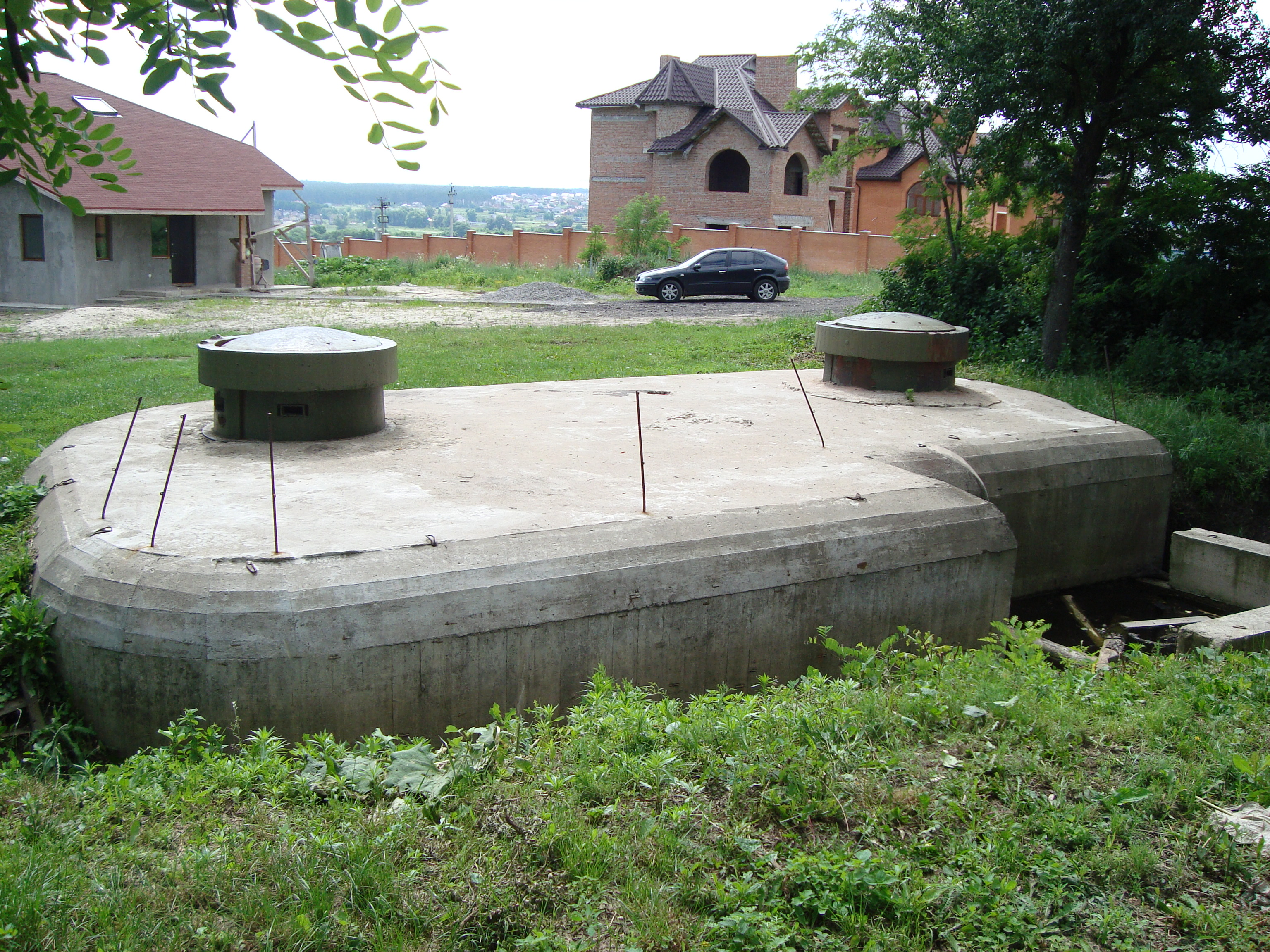
Артилерійський спостережний пункт №204, у центрі села, на пагорбі
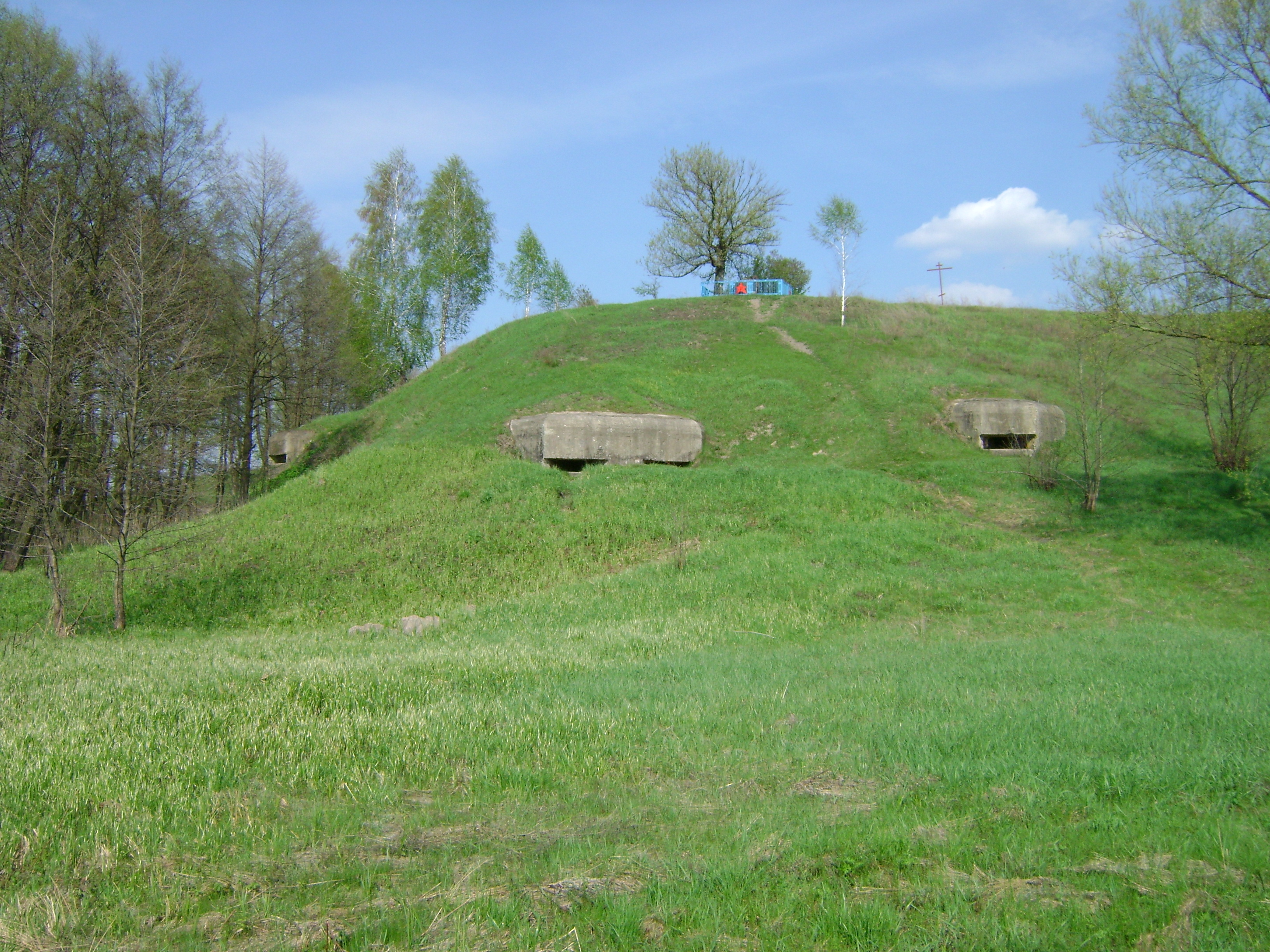
ДОТ №205
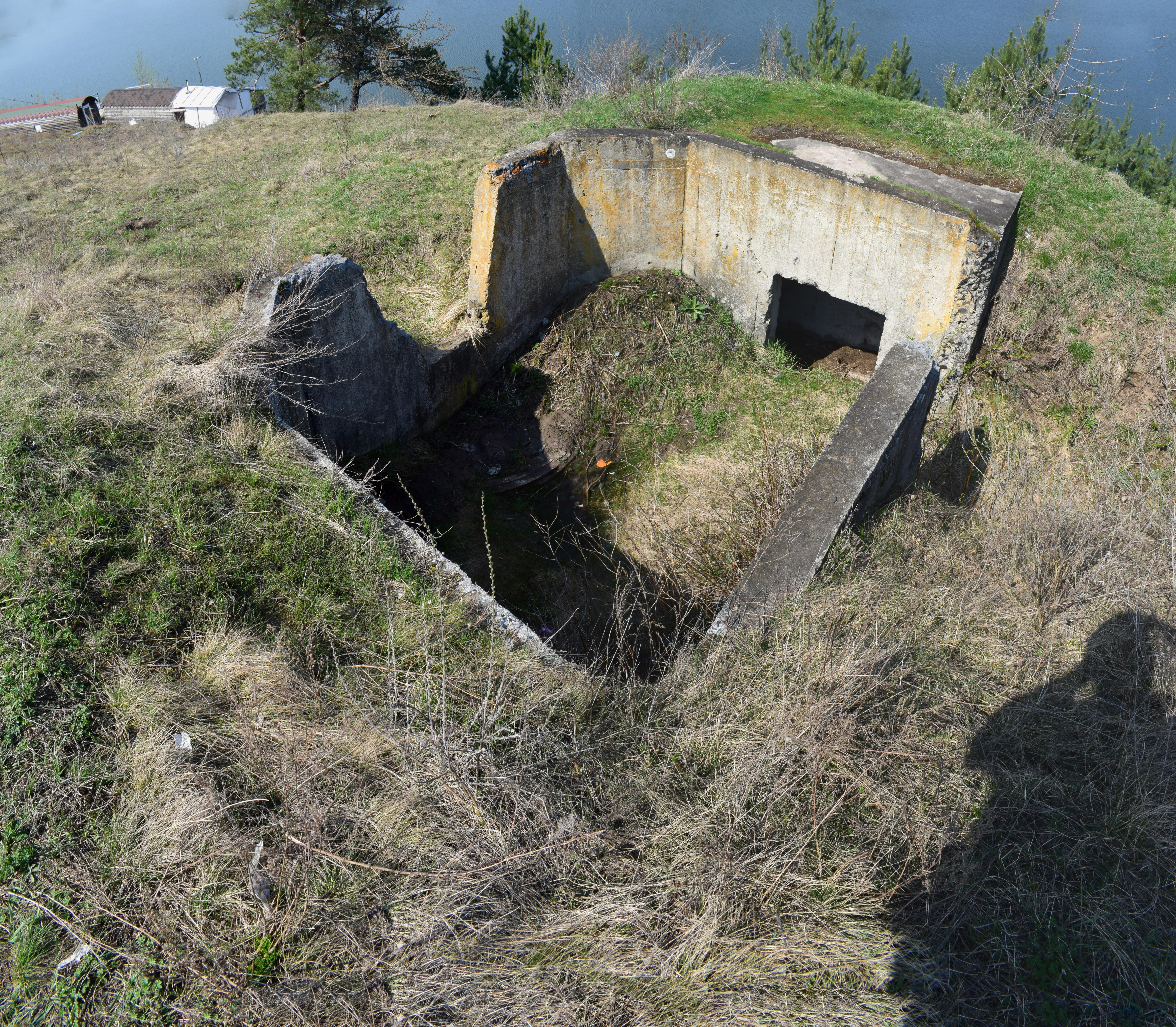
ТАУТ №207
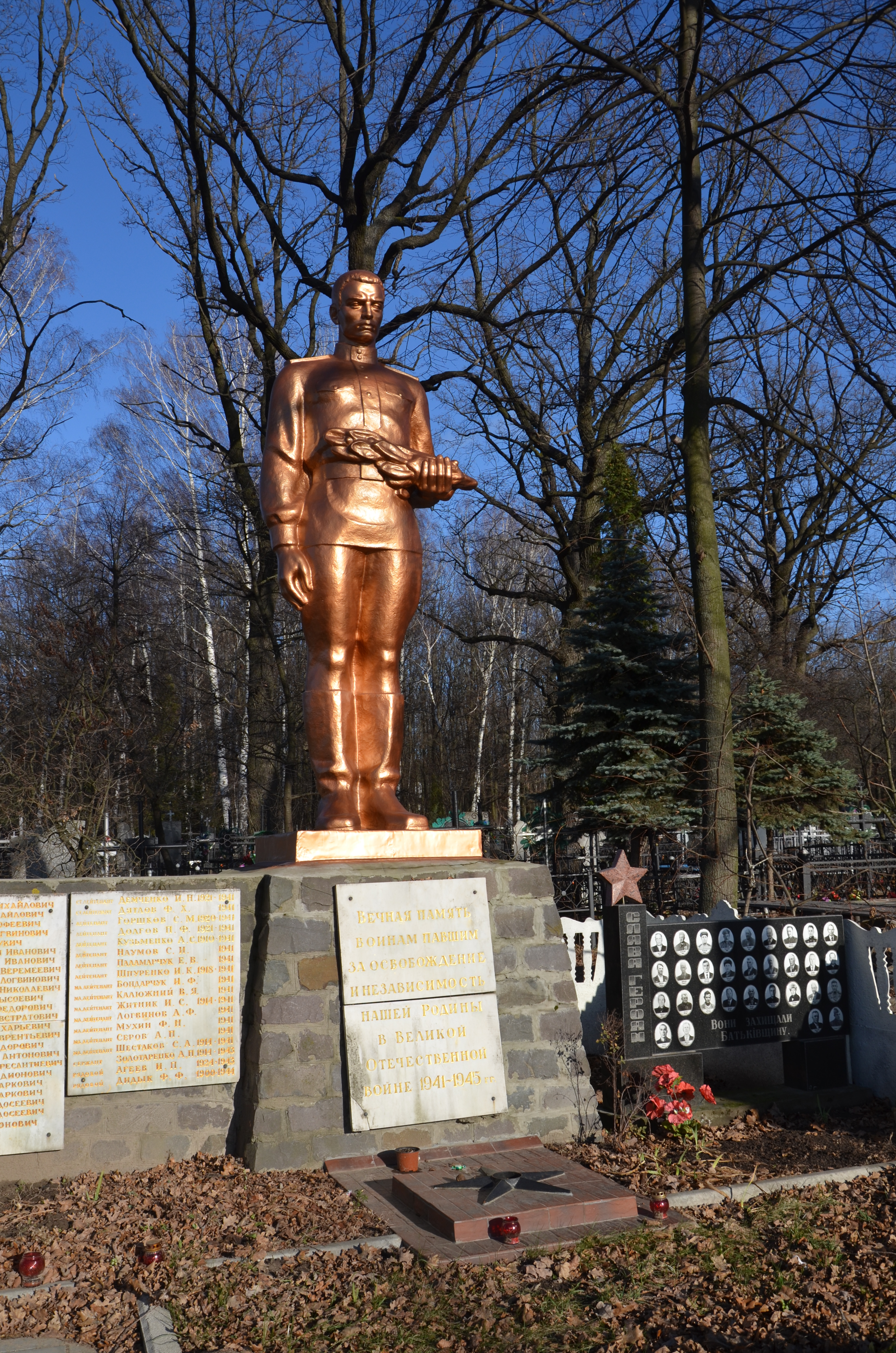
Братська могила солдат Радянської Армії, які загинули в роки Другої світової війни
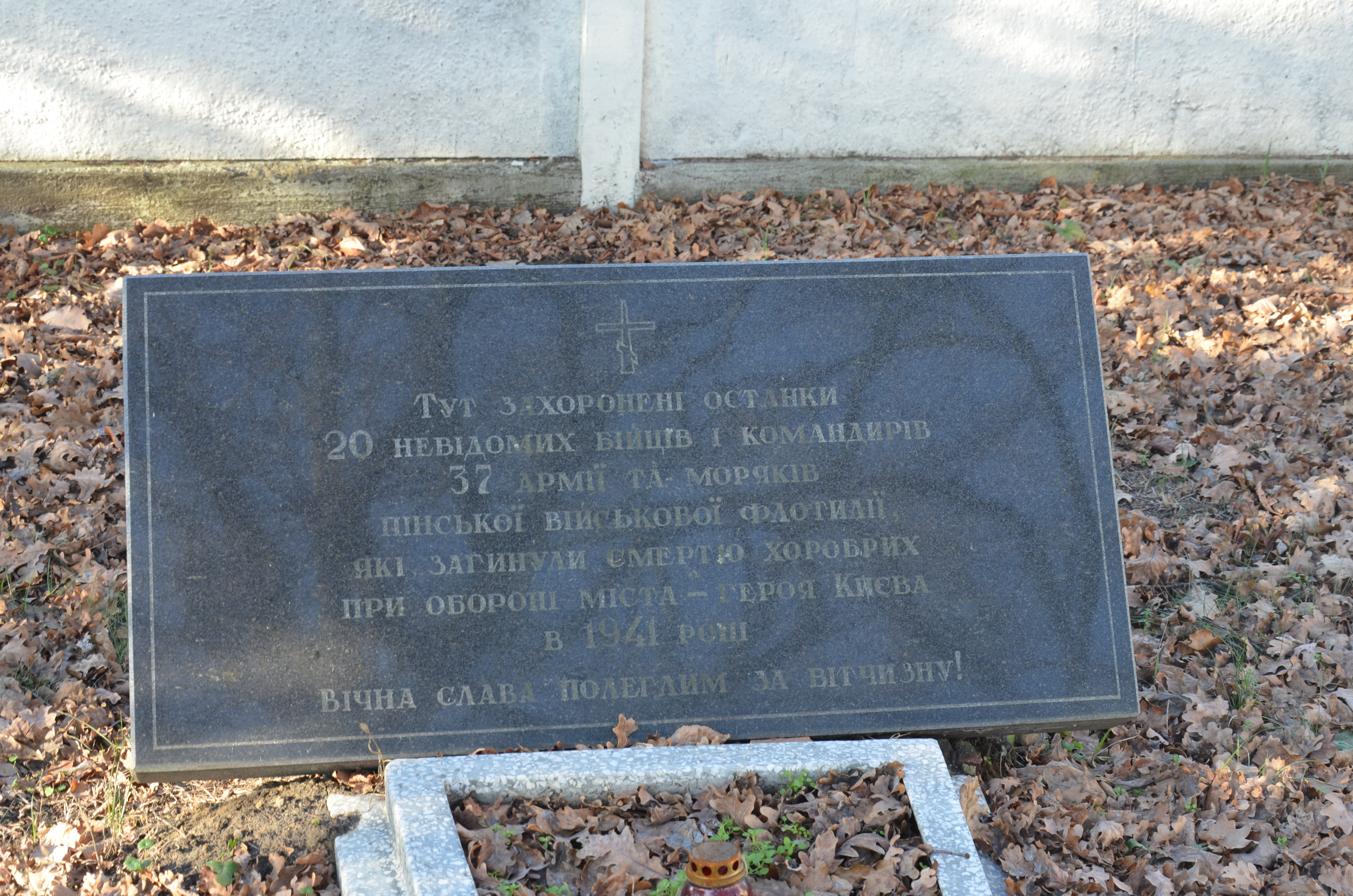
Братська могила солдат Радянської Армії, які загинули в роки Другої світової війни
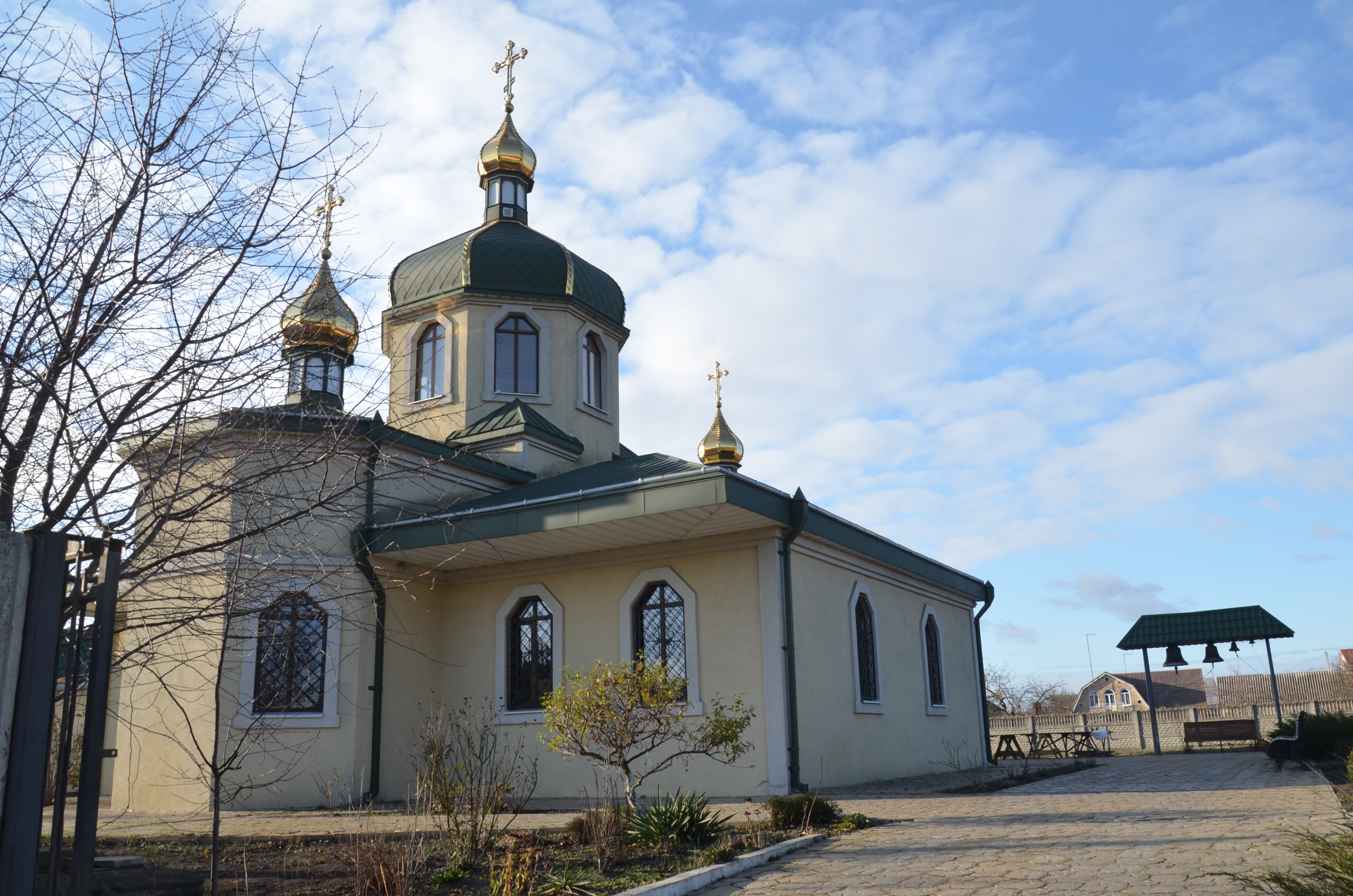
Храм св. Дмитрія Солунського
Став Сахравщина на річці Сіверка
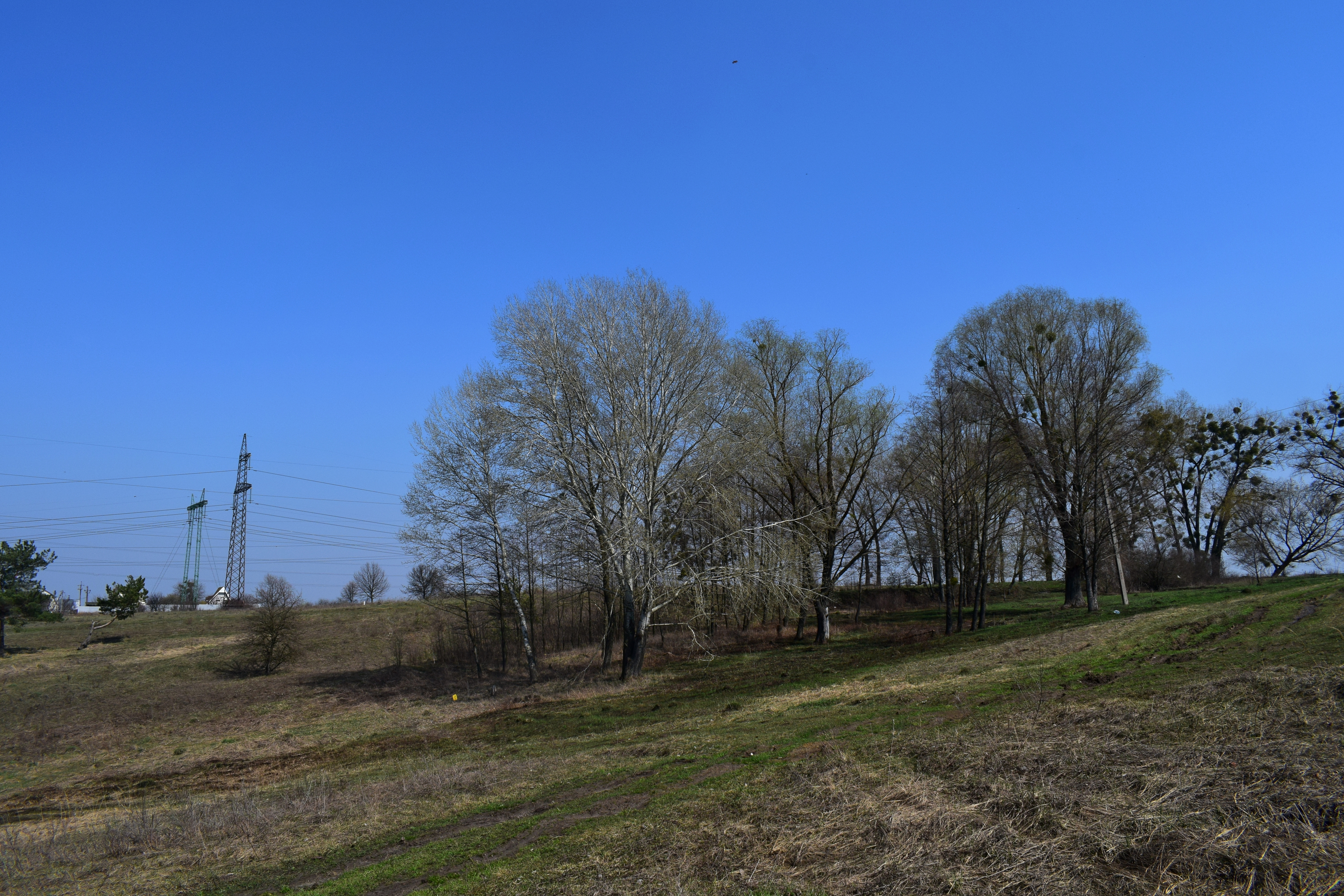
Ландшафтний заказник місцевого значення «Юрівський»
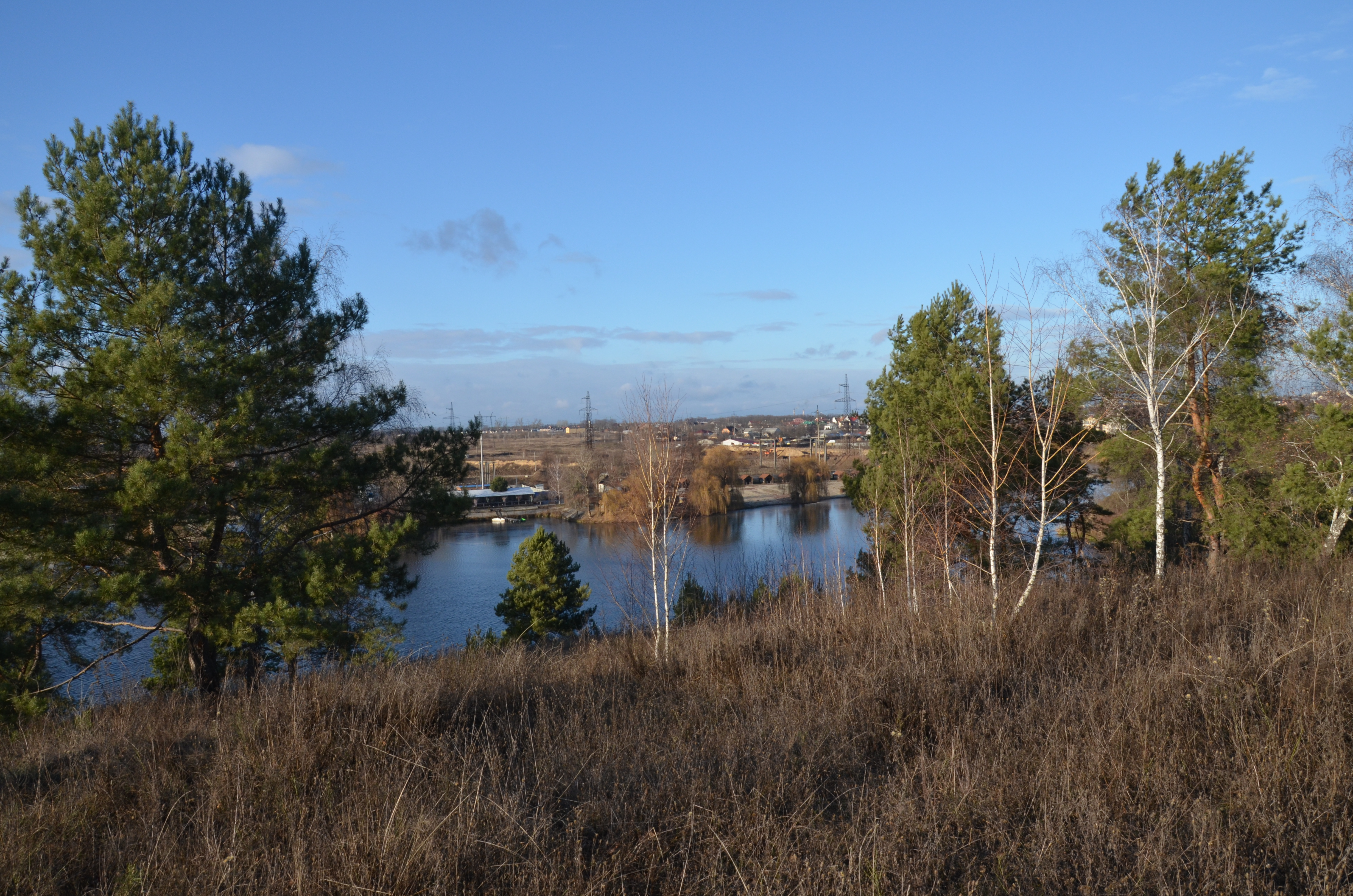
Ландшафтний заказник місцевого значення «Юрівський»
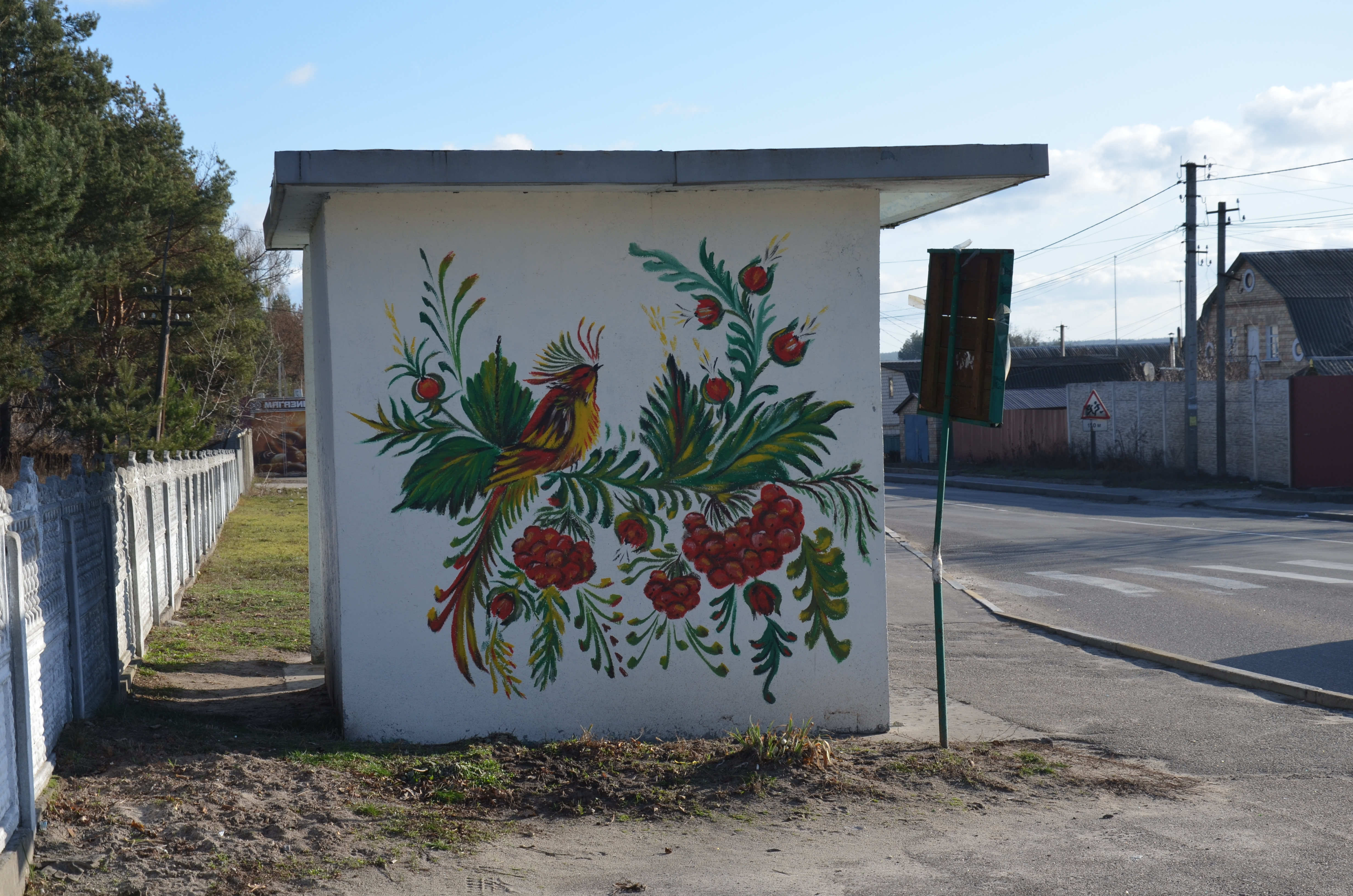
Автобусна зупинка
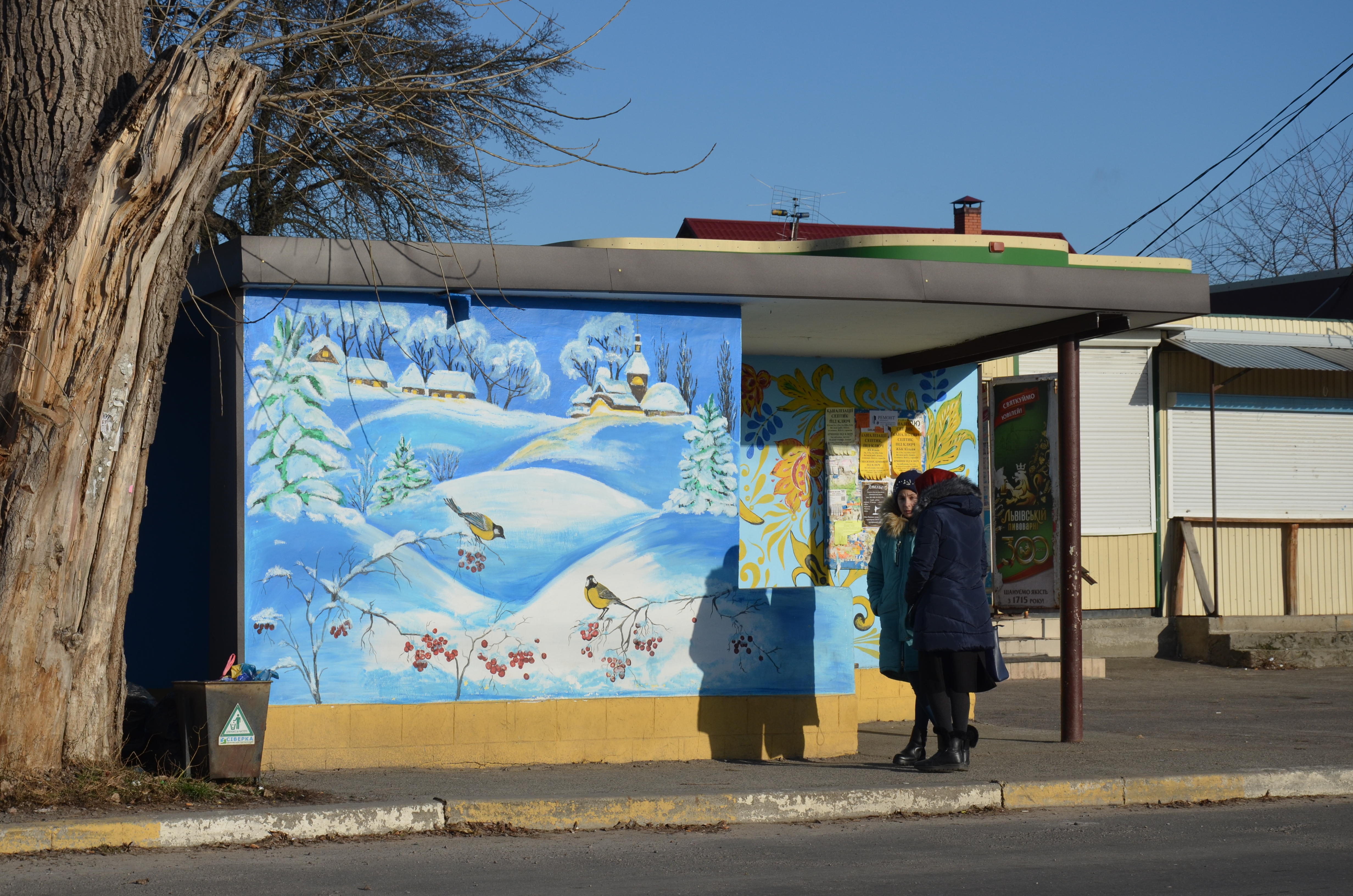
Автобусна зупинка